# 뉴로핏
뉴로핏 주식회사(영어: Neurophet)는 뇌질환 영상 인공지능(AI) 솔루션 전문 기업이다.

## 역사 및 현황
광주과학기술원 전기전자컴퓨터공학부 석사의 빈준길 대표와 GIST 전기전자컴퓨터공학부 박사인 김동현이 2016년에 설립했다.
2025년 7월 25일, 미래에셋증권을 주관사로 코스닥 시장에 상장하였다.